# Satyrus pontica
Satyrus pontica är en fjärilsart som beskrevs av Freyer 1846. Satyrus pontica ingår i släktet Satyrus och familjen praktfjärilar. Inga underarter finns listade.